# Festival Lumière 2019
Le Festival Lumière 2019 est la onzième édition du Festival Lumière.

## Déroulement et faits marquants
La onzième édition du festival a eu lieu du 12 au 20 octobre 2019 pour son dixième anniversaire, avec 198 000 festivaliers qui ont assisté à la projection de 182 films en 449 séances dans 60 lieux de la métropole lyonnaise.

### Prix Lumière
Le prix Lumière est remis à Francis Ford Coppola le vendredi 18 octobre pour l'ensemble de sa carrière.

### Rétrospectives
- Cinéma français : André Cayatte
- Forbidden Hollywood, les années Warner

### Événements, hommages
- Soirée d'ouverture : projection du film La Belle Époque (2019) de Nicolas Bedos en hommage à Daniel Auteuil[3]
- Séance de clôture : projection du film Apocalypse Now Final Cut (1979-2019) de Francis Ford Coppola, en sa présence[4]
- Séance famille : ciné-concert L'Émigrant (1917) de Charlie Chaplin et autres courts métrages
- Nuit Trilogie Le Parrain de Francis Ford Coppola à la halle Tony-Garnier
- Septième édition du Marché International du Film Classique avec la première édition du Salon du DVD
- Hommage à George A. Romero à la suite de la restauration de la trilogie des zombies et à l’éditeur-distributeur américain Criterion
- The Irishman de Martin Scorsese, en sa présence, à l'Auditorium[5]

### Prix
- 6e Prix Raymond Chirat : Vincent Paul-Boncour de Carlotta Films[6]
- 8e Prix Bernard Chardère : Luc Lagier[7]
- 4e Prix Fabienne Vonier : Véronique Cayla[8]